# Nádasd
Nádasd là một thị trấn thuộc hạt Vas, Hungary. Thị trấn này có diện tích 35,6 km², dân số năm 2010 là 1317 người, mật độ 37 người/km².